# Alfredushaus

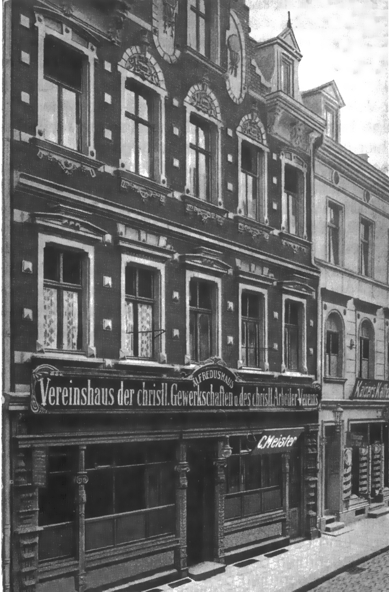
Alfredushaus in Essen vor Juli 1910

Das Alfredushaus in der Essener Altstadt war das Vereinshaus des 1870 gegründeten Christlichen Arbeitervereins. Der Verein hatte vielfältige Funktionen für seine Mitglieder, insbesondere diente er der Interessenvertretung gegenüber ihren Arbeitgebern und staatlichen Institutionen. Das Gebäude war vor allem Arbeiter-Hospiz, also ein Schlafhaus, und Versammlungsgaststätte. Von 1897 bis 1912 war dort auch das Volksbüro eingerichtet, das Arbeitern half, die neuen bismarckschen Leistungen zur Sozialgesetzgebung zu beantragen. Dies war das erste dieser Art in Deutschland überhaupt, dem bald viele andere folgten. Wegen finanzieller Unstimmigkeiten und vor allem politischem Druck wurde der dem Zentrum nahestehende Verein 1935 aufgelöst. Das Haus nahe der Produktionsstätten der kruppschen Gussstahlfabrik fiel alliierten Bomben im Zweiten Weltkrieg zum Opfer.
Der Name Alfredushaus wurde gewählt sowohl zu Ehren des Gründers von Stift und Stadt Essen, Altfrid, als auch dem Gründersohn und Inhaber der Firma Krupp Alfried Krupp, der 1887, also zehn Jahre vor Bezug des Hauses, gestorben war. Die latinisierte Form des Wortes entsprach seit dem Humanismus dem Zeitgeschmack.

## Kirchengeschichtliches Umfeld
Das Ruhrgebiet ist und war in vielerlei Hinsicht geteilt. So gehören beispielsweise sowohl Teile des Rheinlandes als auch Westfalens dazu, zwei Großräume in Deutschland, die von recht unterschiedlicher Mentalität geprägt sind. Auch in konfessioneller Hinsicht ist es geteilt: Orte, die bis zur Säkularisation zu Kurköln oder zur Vest Recklinghausen gehörten, waren traditionell katholisch, die Ländereien der Herzogtümer Berg und Jülich, die im 17. Jahrhundert an Preußen gefallen waren, eher protestantisch dominiert. Die Industrialisierung änderte diese Prägung nicht, auch wenn durch sie eine schnellere Vermischung der Konfessionen stattfand.
Die Katholische Kirche war in der zweiten Hälfte des 19. Jahrhunderts am Puls der Zeit: Sie kanalisierte das Gerechtigkeitsempfinden breiter Bevölkerungsschichten gegen die revolutionären Gedanken von 1789, förderte auf der anderen Seite aber deren moderne demokratische Forderungen. Als ein Beispiel kann das katholische Vereinswesen herangezogen werden. Das Alfredushaus mit all seinen Aktivitäten zeigt dies exemplarisch.

### Katholisches Vereinswesen im Rheinland
Viele soziale Neuerungen dieser Zeit kommen aus dem Arbeitermilieu mit christlicher Prägung wie zum Beispiel die Gründung christlicher Gewerkschaften oder eben die katholischen Arbeitervereine, deren Vorgänger, die Piusvereine, sich mit den Ereignissen der 1848er-Revolution gebildet haben. Seit dem Ende der 1860er Jahre entstanden unter Berufung auf die Ideen des Mainzer Bischofs, Wilhelm Emmanuel von Ketteler, in Aachen, Elberfeld, Essen und Krefeld erste Arbeitervereine, die vom geistlichen Präses am Niederrhein geleitet wurden. Der Essener Verein war mit 4000 Mitgliedern mit Abstand der stärkste. Im Ruhrgebiet waren die Arbeitervereine als Knappenvereine entstanden, mit denen die Bergleute auf den Identitätsverlust durch die Knappschaftsreform von 1854 reagierte.
Nach zunächst religiösen Motiven ausgerichtet, politisierten die Vereine sehr schnell aufgrund der Massenarmut (Pauperismus), dem ein Großteil ihrer Mitglieder unverschuldet ausgesetzt war. Sozial besonders engagierte Priester wurden von konservativen Kirchenkreisen so schnell als „rote Kapläne“ diffamiert.
Auch der erste „Massenstreik“, der vom 16. Juni bis zum 28. Juli 1872 dauerte und in dem 26.000 Bergarbeiter in den Ausstand traten, wurde von den Vereinen organisiert. Interessant ist es festzuhalten, dass dieser Streik nicht in das östliche – also protestantische – Revier überging, weil es die Bergwerksbesitzer verstanden, die Aufständler vor ihren eigenen Arbeitern als „Jesuitenstreikler“ zu ächten. Dies zeigt, dass die konfessionelle Bindung gegenüber der Zugehörigkeit zu einer gemeinsamen Arbeiterschaft noch überwog.
In dieser Anfangszeit waren die Vereinsler nicht nur dem Misstrauen ihrer bürgerlichen Katholiken ausgesetzt, sie mussten sich auch mit den staatlichen Organen auseinandersetzen: Im August 1874 wurde vom Oberbürgermeister Essens Gustav Hache der Arbeiterverein „bis zur ergehenden richterlichen Entscheidung vorläufig“ verboten. Mehrere Vereinsmitglieder wurden nach Hausdurchsuchungen wegen Verstoßes gegen das Vereinsgesetz angezeigt, aber sowohl in erster als auch zweiter Instanz freigesprochen.
Nach Ansicht des leitenden Richters im Hammer Prozess 1874 waren die „Vereinigungen in den Gemeinden des Landkreises als besondere Vereine, als Zweigvereine des christlichen Arbeitervereins Essen anzusehen“. Demnach kann der Essener Verein als eine Art Dachverband der anderen Essener katholischen Arbeitervereine angesehen werden. Eine Prüfung dieses Sachverhalts ist heute nicht mehr möglich, vor allem, weil die Vereine wegen des Kulturkampfes (s. u.) einen Eintrag ins Vereinsregister mieden. Die Rechtsunfähigkeit des Vereins nahm man dafür in Kauf.
| Gründung | Bezeichnung                               | Zahl der Mitglieder | Zahl der Mitglieder | Zahl der Mitglieder |
| Gründung | Bezeichnung                               | 1901                | 1907                | 1908                |
| --- | ----------------------------------------- | ------------------- | ------------------- | ------------------- |
| 1870 | CAV Essen Altstadt                        | 1370                | 1047                | 900                 |
| 1873 | KAV Rellinghausen                         | 150                 | 158                 | 155                 |
| 1876 | CAV Rüttenscheid                          | n. v.               | 500                 | 480                 |
| 1883 | KAV Holsterhausen                         | 106                 | n. v.               | n. v.               |
| 1889 | KAV Altendorf                             | 560                 | 1479                | 1539                |
| 1891 | KAV Huttrop (1)                           | 190                 | –                   | –                   |
| 1893 | KAV St. Marien (Segeroth)                 | 310                 | 371                 | 457                 |
| 1902 | KAV Holsterhausen (St. Mariae Empfängnis) | –                   | 417                 | 596                 |
| 1905 | KAV Frohnhausen                           | –                   | 326                 | 386                 |
| 1906 | KAV Holsterhausen (St. Mariae Geburt)     | –                   | 385                 | 539                 |
| 1907 | KAV St. Andreas (Rüttenscheid)            | –                   | 102                 | 112                 |
| 1907 | KAV Bergerhausen                          | –                   | 139                 | 125                 |
| Summe | Summe                                     | 2686                | 4924                | 5189                |
| CAV = Christlicher Arbeiterverein, KAV = Katholischer Arbeiterverein; (1) Huttrop wurde 1907 wegen Nichteinführung der Westdeutschen Arbeiterzeitung ausgeschlossen |                                           |                     |                     |                     |

Franz Fink übernahm am 1. März 1901 die Leitung des Essener Christlichen Arbeitervereins und stellte mit Verwunderung fest, dass von seinem Vorgänger, Pfarrer Drießen, keine Dokumente über Beschlüsse, Schriftverkehr, Verträge und so weiter vorhanden waren. Dieser antwortete ihm: „Aus Furcht vor Schaden, der klug macht, wie man mir sagte, wurde hartnäckig jede Anregung meinerseits zu schriftlichen Aufzeichnungen zurückgewiesen“. Gemeint war die Konfliktzeit des Kulturkampfes mit den Auseinandersetzungen mit Polizei und Justiz. Die Folgezeit ist wieder dokumentiert, aber für die Anfangsjahre gibt es nur wenige Primärquellen.
Auf diesem Höhepunkt des Kulturkampfes ist ein Essener Delegierte der Generalversammlung des sozialistischen Allgemeinen Arbeitervereins in Berlin zu zitieren: „Pfaffen sind die gefährlichsten Feinde unserer Sache, sie treten im entscheidenden Moment selbst mit unserem Programm auf und sagen: wir wollen dasselbe, nur muß die Religion bewahrt bleiben.“
Der Essener Verein war einer der wenigen, die sich nicht „katholisch“, sondern „christlich“ nannten. Wahrscheinlich war der Gedanke, so auch für Christen der anderen Konfessionen offen zu sein. Dies dürfte aber durch einige Paragrafen der Satzung schwer gewesen sein:

„§ 3 Mittel zur Erreichung dieses Zweckes

1.) Feier der gemeinschaftlichen Kommunion an zwei näher zu bestimmenden Tagen, […]

§ 5 Organisation des Vereins

Leitung des Vereins: Den Verein leitet als Präses ein von der geistlichen Behörde ernannter katholischer Geistlicher. […]“

### Katholische Vereine vs. Sozialisten
Vorab ist eine kurze Betrachtung des Begriffes „Sozialismus“ notwendig. Als Gegenbewegung zu Kapitalismus und Liberalismus wollte er soziale Gerechtigkeit für die schwächsten Bevölkerungsteile durchsetzen. Diese Ziele sollten auch über Klassenkampf oder eine Revolution erreicht werden. Nach ersten Zusammenschlüssen in Arbeiter- oder Gewerkvereinen Mitte des Jahrhunderts gründete Ferdinand Lassalle 1863 den Allgemeinen Deutschen Arbeiterverein (ADAV) als erste politische Partei. Diese wurde 1875 mit der 1869 von Bebel und Liebknecht gegründeten Sozialdemokratischen Arbeiterpartei zu der Sozialistischen Arbeiterpartei vereinigt und 1890 zu der noch heute existierenden Sozialdemokratischen Partei Deutschlands (SPD) umbenannt. (Hauptartikel → Geschichte der deutschen Arbeitervereine)
Das Vorgehen der Partei war sehr aggressiv und polarisierend, was zu Kontroversen mit den christlichen Arbeitervereinen führte. Verschärft wurden die Konflikte, weil die christlichen Vereine staatliche Instanzen akzeptierten, während die marxistisch orientierten Sozialisten in der Mehrheit einen Umsturz erzwingen wollten.
Der Zulauf zu den Christlich-Sozialen (Katholiken) kann mit der Mentalität der Bergleute erklärt werden, die in erster Generation ihre kleinst-landwirtschaftliche Lebensweise umstellen mussten hin zu monotoner „Zechenmaloche“. Ihr Stück Land, ihre Handvoll Hühner und die Ziege hinter dem Haus bewirtschafteten sie nebenbei weiter. 1878 zählte der SPD-Vorläufer Sozialistische Arbeiterpartei etwa 30 Arbeitergruppen mit insgesamt etwa 2300 Mitgliedern, die christlich orientierten Arbeitervereine hingegen nahezu 230 Gruppen mit 46.000 Mitgliedern. So repräsentierten und dominierten die katholischen Vereine die Arbeiterschaft der 1870er Jahre.
Damit verbunden waren aber auch Repressalien wie 1878 etwa die kruppsche Androhung, allen Vereinsmitgliedern zu kündigen. Solche und ähnliche Maßnahmen waren immer die Folge von Forderungen nach Lohnerhöhungen, Arbeitszeitverkürzungen, Ruhetagen u. ä. oder auch dem Verbot der Fabrikarbeit schulpflichtiger Kinder.

### Politische Forderungen und ihre Umsetzung
Das Thema Kinderarbeit war schon längere Zeit ein politisches Thema, das für Unmut sorgte. Das Kultusministerium konnte sich mit seiner Absicht, die Kinderarbeit zur Durchsetzung der gesetzlichen Schulpflicht zu verringern, nicht durchsetzen. Erst 1837, als ein Barmer Fabrikant auf dem Provinziallandtag erneut die Beschränkung der Kinderarbeit forderte, kam unerwartet Unterstützung vom Militär, das sich um die Gesundheit der Wehrpflichtigen sorgte. So konnte ab 1839 die Kinderarbeit für unter Neunjährige verboten und für über neunjährige Schulpflichtige auf zehn Stunden einschließlich Pausen festgelegt werden. 1853 wurde das Mindestalter auf 12 Jahre erhöht, für unter 14-Jährige auf sechs Stunden täglich reduziert. Erst jetzt wurde eine staatliche Fabrikinspektion eingeführt, die die Einhaltung der Regelungen zu prüfen hatte. Weitere Reformen im preußischen Gewerberecht (1845 bzw. 1849) bewirkten die Mitbestimmung von Arbeitern im örtlichen Gewerberat, die Ungültigkeit von Verträgen über die Sonntagsarbeit und weitere gesundheitliche Vorschriften.
Aus heutiger Sicht stellten die Errungenschaften eine kontinuierliche Verbesserung der Arbeitnehmerrechte dar: Es folgten 1883 das Krankenversicherungsgesetz, 1884 das Unfallversicherungsgesetz, 1889 das Gesetz über die Alters- und Invalidenversicherung und 1911 schließlich noch das Angestelltenversicherungsgesetz.

## Soziales Umfeld
Die Stadt Essen besaß in der zweiten Hälfte des 19. Jahrhunderts in etwa die Ausdehnung des heutigen Stadtbezirkes I. Um den Stadtkern (Altstadt) herum gruppierten sich die fünf Stadtviertel Nord-, Ost-, Südost-, Süd- und Westviertel. Die Adresse des Alfredushauses war die Frohnhauser Straße, die, dem heutigen Stadtteil Frohnhausen zu, das Westviertel nahezu zentral von Ost nach West in zwei Hälften zerschnitt. Im Jahre 1896 überstieg die Einwohnerzahl die Marke von 100.000; Essen wurde Großstadt.

### Stadtentwicklung
| Stadtteile          | 1890 | 1890    | 1900  | 1900    | 1910  | 1910    | 1925  | 1925    | 1939  | 1939    |
| Stadtteile          | %    | in 1000 | %     | in 1000 | %     | in 1000 | %     | in 1000 | %     | in 1000 |
| ------------------- | ---- | ------- | ----- | ------- | ----- | ------- | ----- | ------- | ----- | ------- |
| Stadtkern           | 14,7 | 18,7    | 12,8  | 10,8    | 10,2  | 2,5     | 7,7   | 1,6     | 7,7   | 1,1     |
| Westviertel         | –    | –       | 22,7  | 19,1    | 18,9  | 6,4     | 13,7  | 2,9     | 12,7  | 1,9     |
| übrige Stadtviertel | –    | –       | 83,4  | 70,1    | 105,2 | 35,7    | 105,0 | 22,3    | 100,2 | 15,1    |
| Altstadt insgesamt  | 78,7 | 100,0   | 118,9 | 100,0   | 134,3 | 45,6    | 126,4 | 26,9    | 120,6 | 18,1    |
| übrige Stadtteile   | –    | –       | –     | –       | 160,4 | 54,4    | 344,1 | 73,1    | 546,1 | 81,9    |
| Essen insgesamt     | 78,7 | 100,0   | 118,9 | 100,0   | 294,7 | 100,0   | 470,5 | 100,0   | 666,7 | 100,0   |

Die Tabelle zeigt die Einwohnerentwicklung der Stadt Essen von 1890 bis zur Volkszählung am 17. Mai 1939. Die Stadtteile Stadtkern und Westviertel hatten für die meisten im Alfredushaus beheimateten Einrichtungen besonderes Gewicht. Augenfällig sind die bis zur annähernden Bedeutungslosigkeit schrumpfenden Anteile der Wohnbevölkerung dieser beiden Stadtteile an der Gesamtstadt.

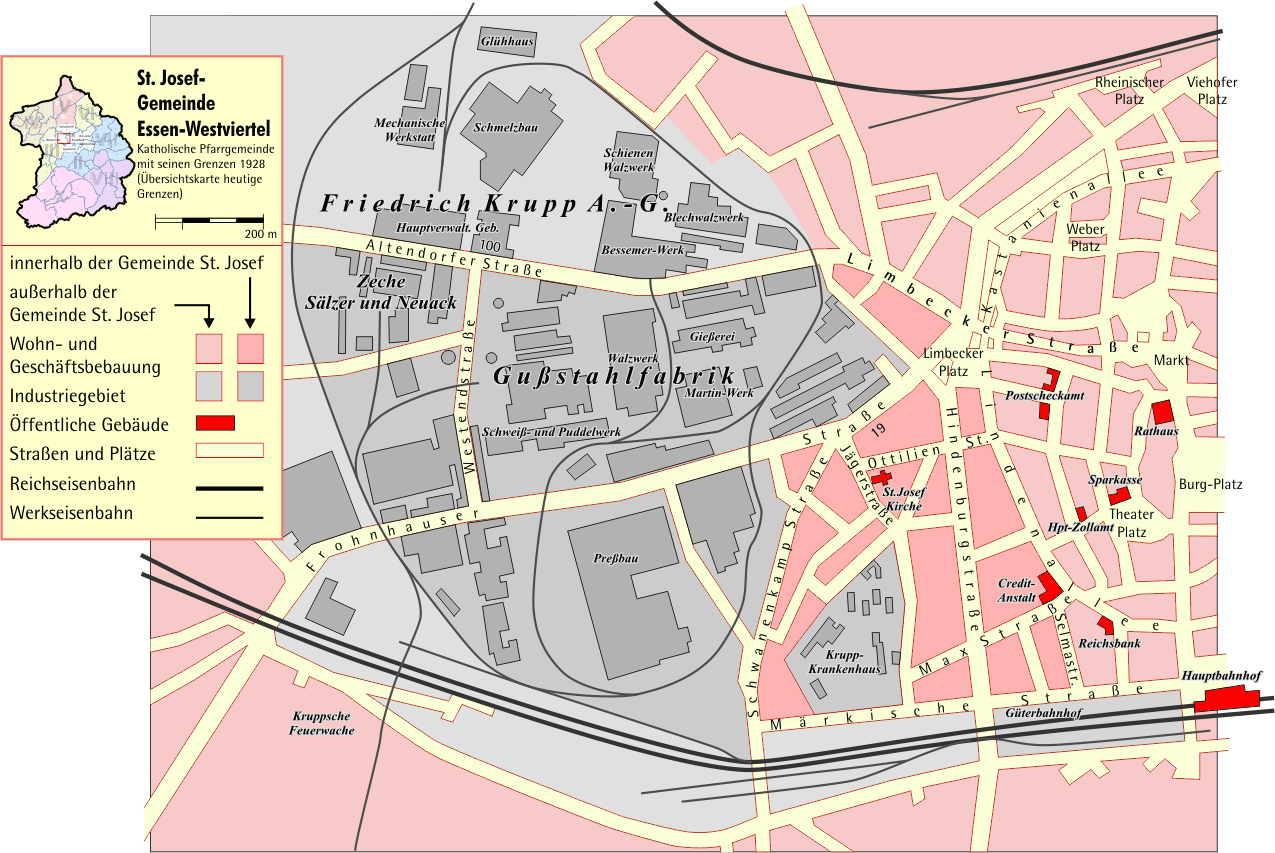
Gemeindegebiet (dunkle Farbgebung) von St. Josef. Der Standort des Alfredushauses ist mit „19“ hervorgehoben.

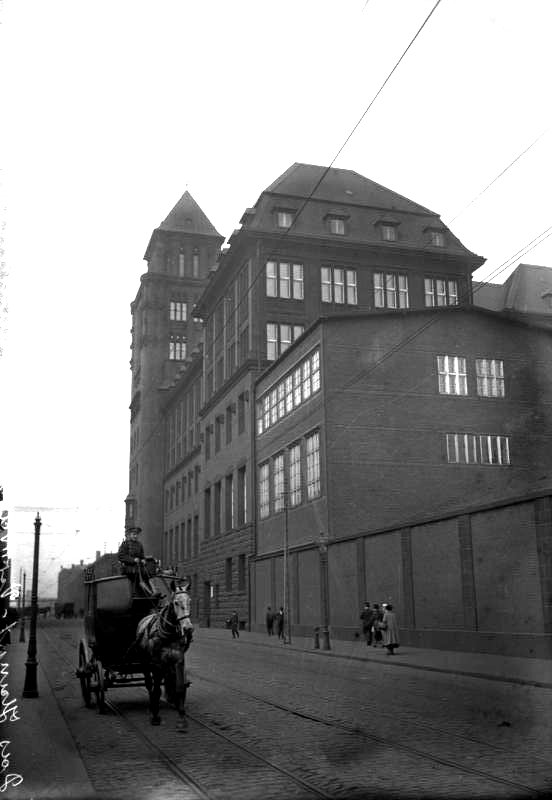
Hauptverwaltung von Krupp, Altendorfer Straße 100, Ende 1920er Jahre

„Das Gebiet der Pfarre wurde begrenzt im Norden von der Limbecker Chaussee und Limbecker Straße, im Osten von der Achse Lindenallee, der Maxstraße und der Selmastraße, im Süden von der Bergisch-Märkischen Eisenbahn bis zur Stadtgrenze […] In die Amtstätigkeit von Pfarrer Fink fiel schon ein Schatten, der sich in der Folgezeit immer mehr verdichtete: die Seelenzahl der Pfarre ging zurück. Infolge der Erweiterung der kruppschen Fabrik wurden ganze Straßenzüge niedergelegt. Es verschwanden die Kanonenstraße, Grüner Weg, die halbe Kniestraße, die halbe Westendkolonie, Teile der Frohnhauser Straße und der Schwanenkampstraße, die alle rührige Pfarrkinder von St. Joseph gezählt hatten“. Auf der Karte von Ende der 1920er Jahre lässt sich gut erkennen, dass mindestens zwei Drittel der Gemeinde bereits von Industrieflächen belegt sind.
In einem Bericht aus dem Jahre 1937 schrieb der damalige Pfarrer, die 1869 konsekrierte Kirche stehe auf dem falschen Platz, zu nahe an der kruppschen Fabrik. Die Seelenzahl sei von 8000 bei Gründung auf dreieinhalb Tausend zurückgegangen. Neben der Ausdehnung der Fabrikanlagen nannte er unter anderem die Umwandlung von Wohnraum in Büros und Geschäftsräume, Straßenverbreiterungen und -durchbrüche sowie mangelnde Akzeptanz – also Leerstände – bei Altbauwohnungen ohne Komfort. Am Ende des Zweiten Weltkriegs war fast das ganze Viertel zerstört, einschließlich des Kirchenbaus, dessen Turm im Januar 1957 gesprengt wurde. Die Gemeinde zählte noch etwa 200 Menschen, die in sieben Häusern untergebracht waren. Die Gemeinde wurde aufgelöst.

### Wohnverhältnisse

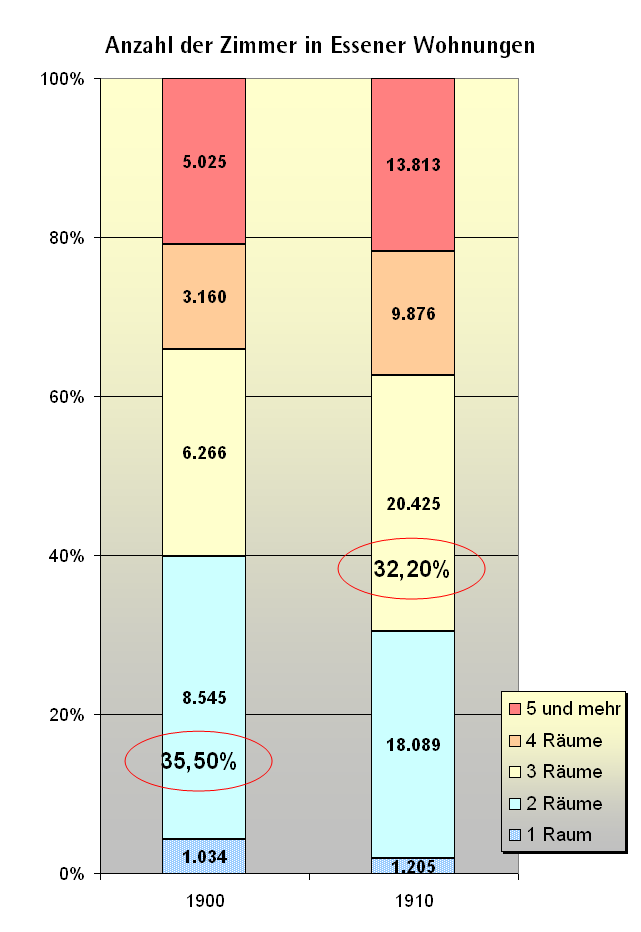
Anzahl der Zimmer in Essener Wohnungen

Die Lebens- und Arbeitsverhältnisse der frühindustriellen Zeit wurden geprägt von rasant wachsenden Beschäftigungs- und demzufolge Einwohnerzahlen. Statistisch betrachtet entfielen im Stadtkern knapp sechs Bewohner auf eine Wohnung. Bei damals höherer Kinderzahl als heute scheint dieser Wert nicht übermäßig hoch. Betrachtet man dabei aber zusätzlich noch die Wohnungsgröße, werden die beengten Wohnverhältnisse schnell deutlich: Beispielhaft werden die Anzahl der Zimmer (einschließlich Küche und Mansarde) der Jahre 1900 und 1910 der Stadt Essen verglichen. Es fällt dabei auf, dass in diesen zehn Jahren die Anzahl der kleinen Wohnungen zurückgegangen sind. Lagen die Einraum-Wohnungen 1900 noch bei einem Anteil von 4 Prozent, so waren sie 1910 nur noch bei knapp 2 Prozent, war 1900 der größte Anteil mit 35,5 Prozent bei den Zwei-Raum-Wohnungen, so verlagerte sich dieser 1910 zu den Drei-Raum-Wohnungen mit 32,2 Prozent Anteil.
Für alle deutschen Großstädte der damaligen Zeit gilt, dass neun Zehntel der Bevölkerung in einer angemieteten Wohnung lebten. Ein Teil dieser Bürger nahm zusätzlich sogar noch Fremde auf, mit denen sie Zimmer und Bett teilten.
Bei dieser Aufnahme von Personen sind die Zimmermieter von den Schlafleuten zu unterscheiden. Zimmermieter hatten ihr eigenes Zimmer, das sie in der Regel abschließen und sich darin beliebig aufhalten oder Besuch empfangen konnten. „Ein Schlafgänger hat eine Schlafstelle und Unterkunftsstätte für die Nacht in einem Raume, den er häufig mit anderen Schlafleuten oder Angehörigen der Wirtsfamilie teilt. Er hat im Allgemeinen ein eigenes Bett, eigenes Handtuch und meistens auch eigenes Waschgeschirr. Alle vier bis sechs Wochen erhält es reine Bettwäsche, jede Woche ein reines Handtuch.“ Die Belegungsziffer ist der Tabelle zu entnehmen.
| Anz. Personen in einem Raum | Anz. Schlafleute |
| --------------------------- | ---------------- |
| zu viert                    | 1042             |
| zu fünft                    | 360              |
| zu sechst                   | 198              |
| zu siebent                  | 94               |
| zu acht                     | 64               |
| zu neunt                    | 24               |

Inwieweit sich mehrere Schlafleute ein Bett teilen, ist den statistischen Zahlen aus dem Jahr 1900 nicht zu entnehmen. Obwohl seit langem verboten, wurde bei Wohnungsinspektionen immer wieder festgestellt, dass sich Schlafleute verschiedenen Geschlechts einen Schlafraum teilten.
| Stadtteile        | Haushaltungen Dezember 1900 | Haushaltungen Dezember 1900 | Haushaltungen Dezember 1900 | Haushaltungen Dezember 1900 | Haushaltungen Dezember 1900 | Haushaltungen Dezember 1900 |
| Stadtteile        | ohne Einlieger              | Zimmermieter                | Schlafleute                 | beiderlei                   | Insgesamt                   |                             |
| ----------------- | --------------------------- | --------------------------- | --------------------------- | --------------------------- | --------------------------- | --------------------------- |
| Stadtkern         | 1.673                       | 240                         | 194                         | 8                           | 2.115                       |                             |
| Ostviertel        | 4.397                       | 345                         | 406                         | 16                          | 5.164                       |                             |
| Nordviertel       | 5.732                       | 122                         | 764                         | 3                           | 6.621                       |                             |
| Westviertel       | 3.493                       | 199                         | 616                         | 14                          | 4.322                       |                             |
| Südviertel        | 3.255                       | 469                         | 151                         | 17                          | 3.892                       |                             |
| Südost-Viertel    | 1.412                       | 27                          | 81                          | 1                           | 1.521                       |                             |
| Summe Stadt Essen | 19.962                      | 1402                        | 2212                        | 59                          | 23.635                      |                             |
| Altendorf         | 12.428                      | 175                         | 387                         | 9                           | 12.999                      |                             |
| Essen gesamt      | 32.390                      | 1577                        | 2599                        | 68                          | 36.634                      |                             |

Der Verfasser dieses statistischen Berichts, Otto Ludwig Wiedfeldt, noch vor seiner Zeit als Stadt-Beigeordneter, widmet sich im Schlusskapitel ausführlich zu den Erfordernissen, den Standard der sogenannten Aftermieter in Bezug auf finanzielle, moralische und hygienische Verhältnisse zu verbessern. Seine Empfehlung waren Öffentliche Logierhäuser nach englischer Art.
Das älteste private Schlafhaus Essens, die Krupp’sche Ménage, wurde schon 1856 errichtet. Zunächst für 200 Personen ausgelegt, betrug die Bewohnerzahl 1900 über 1000. Die Unterkunft einschließlich Mittag- und Abendessen betrug 24 Mark. „Bei diesen Preisen kann die Menage nur bei starker Beteiligung (Einlogierungszwang für ungelernte ledige Arbeiter ohne Anhang) ohne direkten Verlust bestehen; auf Verzinsung und Amortisation verzichtet die Firma“.
Ledigenheime für weibliche Personen existierten in Essen bereits seit einigen Jahren und hatten sich günstig auf die Schlafstellenverhältnisse dieses Personenkreises ausgewirkt. Das Problem war die wachsende Schar männlicher Schlafsuchender. Eine größere Anzahl von Privatanbietern kamen nicht in Frage, da in absehbare Zeit keine Rendite zu erwirtschaften wäre und die Beeinträchtigungen innerhalb der Wohnung meist als zu groß angesehen wurden. So sahen sich Stadtverwaltung und auch gemeinnützige Einrichtungen in der Pflicht, Linderung zu schaffen.
Damit sind die wesentlichen Gründe genannt, die 1897 zur Gründung des Arbeiter-Hospiz’ Alfredushaus geführt haben.

## Aufgaben des Vereins
Zwischen Gründung des Vereins und dem Bezug eines eigenen Vereinshauses lagen auf den Tag 27 Jahre. Erst am 2. Februar 1897 konnte es endlich eröffnet werden.
Die Idee zu der Gründung des Vereins basiert in erster Linie auf dem Fürsorgegedanken gegenüber den ortsfremden christlichen Arbeitern, die in zum Teil menschenunwürdigen Verhältnissen ihr Leben fristeten. Einer der wesentlichen Initiatoren war Mathias Wiese, der 1870, dem Jahr, in dem auch der Christliche Arbeiterverein gegründet wurde, zu den Mitbegründern der Essener Zentrumspartei gehörte. 1870 fand übrigens auch die Grundsteinlegung von Villa Hügel statt, dem kruppschen Privatsitz in Essen-Kettwig.
Seine finanzielle Unabhängigkeit als Unternehmer ermöglichte es Wiese, staatliche Repressalien zu riskieren, denn er war polizeilichen Vorladungen und Hausdurchsuchungen ausgesetzt. Der religiös-karitative Ansatzpunkt, so wie er vom deutschen Katholizismus noch in den 1850er Jahren im Mittelpunkt stand, veränderte sich zu Beginn der 1860er Jahre. Vor allem der Mainzer Bischof von Ketteler, der sich in seinen Reden und Schriften für eine gewerkschaftliche Organisation der Arbeiter nach englischem Vorbild aussprach, war für viele engagierte Katholiken wie Wiese die treibende geistige Kraft. Wiese selbst war engagiertes Mitglied in der „Ständigen Sektion für soziale Fragen“, die erstmals auf dem Katholikentag 1869 in Düsseldorf eingerichtet wurde. Dieser Zirkel hatte das Ziel, christlich-soziale Vereine zur Besserstellung des Arbeiterstandes zu gründen. An Mariä Lichtmess 1870 wurde der Verein von Kaplan Klausmann ins Leben gerufen. Zu den Gründen war in den Statuten geschrieben:

„§1 Hauptzweck des Vereins ist die religiös-sittliche Hebung des Arbeiterstandes, ausgehend von dem Gedanken, daß die soziale Frage nur durch das Christentum gelöst werden kann. Ein anderer Zweck des Vereins ist die materielle Hebung des Arbeiterstandes; unter anderem sollen die unverschuldet in Dürftigkeit gekommenen Vereinsmitglieder, soweit es die Vereinskasse gestattet, unterstützt werden.

§2 Diesem Zweck wird nachgestrebt: a) durch angenehme und nützliche Unterhaltung, durch öffentliche Vorträge über gemeinnützige und soziale Fragen wenigstens einmal im Monat, durch das Lesen passender Schriften, Gesang und durch den Genuß christlich-froher Geselligkeit; b) durch gegenseitigen und hilfreichen Verkehr im bürgerlichen Leben.“

Und im § 9 hieß es: „Der Präses sollte stets ein katholischer Geistlicher sein.“

### Die Zeit vor dem Alfredushaus
In den Anfangsjahren hatte der Christliche Arbeiterverein regen Zulauf. Bereits 1874 konnte er auf 3000 Mitglieder verweisen. In diesem Jahr wurde Kaplan Klausmann nach Köln versetzt. Ihm folgte als Präses des Vereins Kaplan Laaf, der zuvor in Aachen war und dort als Mitarbeiter von Kaplan Kronenberg 1869 bereits dort den „Arbeiterverein vom heiligen Paulus“ mitbegründete. Laaf kam in einer schwierigen Zeit: Am 4. August veröffentlichten die Essener Blätter ein Schreiben des Oberbürgermeisters mit der Nachricht, dass der „Christliche Arbeiterverein bis zur ergehenden richterlichen Entscheidung vorläufig geschlossen“ wird. Ferner wird an anderer Stelle des gleichen Blattes von Hausdurchsuchungen in der Wohnung des Kaplans und im Vereinslokal des Christlichen Arbeitervereins berichtet: „Alle aus dem Verein bezüglichen Schriftstücke und Bücher wie Mitgliederverzeichnisse und Protokolle etc. wurden mit Beschlag belegt. Die im Vereinslokal befindlichen Schränke wurden durch einen von der Polizei requirierten Schlosser geöffnet.“
Ein anderes, politisch weniger gefährlich einzustufendes Papier hat die Zeit bis heute überdauert: die Police der Feuerversicherungs-Gesellschaft Rheinland. Mit ihrer Hilfe ist es heute noch möglich, die wechselnden Vereinslokale für die Zeitspanne vor Bezug des eigenen Hauses zu ermitteln. In dieser Police werden die Gegenstände aufgezählt, die versichert sind. In der Zeit von 1882 bis 1892 residierte der Verein in der Steeler Straße 10. Der Arbeiterverein verfügte über zwei Räume, von denen der größere „Theatersaal“ genannt wurde. In dem kleineren befanden sich laut Versicherungspolice vier Schränke, zwei Pulte, Theatergarderobe, Bücher, Gesangshefte und eine Violine sowie sechs Fahnen. Eigentümerin des Hauses war die Witwe Kratz, die im Nachbarhaus Nr. 8 das Hotel-Restaurant „Kaiser Friedrich“ führte.
1892 bis Oktober 1895 hatte man den Standort Kastanienallee 95 inne, wo Carl Rothe den Gasthof und Restauration „Zur Rothenburg“ betrieb. Dort fanden im Mai 1895 dann auch die 25-Jahr-Feiern statt. Das letzte Domizil vor dem Wechsel ins eigene „Alfredushaus“ war an der Varnhorster Straße 7 beim Religionslehrer Josef Prill. Vermutlich war dies eine Übergangslösung, bis das eigene Vereinshaus fertiggestellt war.

### Im Alfredushaus
Zur besseren Bewirtschaftung des Hauses und wahrscheinlich auch wegen Fragen der Haftung wurde im Vorfeld – genauer am 19. Juni 1896 – die „Alfredushaus Aktien-Gesellschaft“ gegründet. Initiator war Religionslehrer Carl Oberdörfer, der im Mai 1896 dazu aufrief, für die Errichtung eines Arbeiterhospiz’ zu sorgen und ausreichend Platz für das Volksbüro zu schaffen. Er versäumte dabei nicht, auf die bereits in den letzten zehn Jahren im Rheinland von katholischen Arbeitervereinen erfolgreich gegründeten Arbeiterhospize zu verweisen: „Diese Unternehmen rentieren sich sehr gut.“ – „Sollten Sie geneigt sein, sich an dem Unternehmen einer oder mehrerer Aktien zu beteiligen, so bitten wir, den beigefügten Zeichnungsschein auszufüllen und innerhalb 8 Tagen an die untenstehende Adresse zurücksenden zu wollen. Der christliche Arbeiterverein wird es sich angelegen sein lassen, Ihre Güte mit Dankbarkeit zu belohnen und alles aufzubieten, um die in den Statuten angegebenen 4 % Zinsen Ihnen gewähren zu können.
Gott segne die christliche Arbeit! Das vorbereitende Komitee, Religionslehrer Oberdörfer, z. Z. Präses des christlichen Arbeitervereins“.
| Berufsgruppe         | Anzahl | Zusammensetzung                                                             |
| -------------------- | ------ | --------------------------------------------------------------------------- |
| Arbeiter             | 4      | Berinvalide, Fabrikarbeiter, Rentner                                        |
| Meister d. Handwerks | 9      | Bäcker, Klempner, Sattler, Schlosser, Metzger, Uhrmacher                    |
| Kaufmann             | 13     | diverse                                                                     |
| Lehrer               | 5      | Lehrer, Religions- und Oberlehrer, Rektor                                   |
| Unternehmer          | 6      | Bauunternehmer, Brauereibesitzer                                            |
| andere Berufe        | 8      | Apotheker, Architekt, Gerichtstaxator, Photograph, Rechtskonsulent, Rendant |

Das Grundkapital belief sich auf 50.000 Mark zu einer Stückelung von 200 Mark. Nach damaligem Recht des Allgemeinen Deutschen Handelsgesetzbuch (ADHGB) war für Aktiengesellschaften eine Stückelung von 1000 Mark vorgesehen, für gemeinnützige Unternehmen waren unter bestimmten Voraussetzungen aber auch geringere Beträge gestattet, mindestens aber 200 Mark. Die Aktien mussten auf den Namen des Inhabers lauten und durften nur mit Einwilligung der Gesellschaft verkauft werden. Auch war es möglich, dass mehrere Personen sich eine Aktie teilten, auch wenn sie auch dann auf einen Inhaber ausgestellt war. Als Starthilfe für dieses Projekt beteiligte sich der Arbeiterverein an der Aktiengesellschaft mit einem „größeren Betrag“. Der notarielle Gesellschaftsvertrag listet 45 Namen auf, von denen 38 Aktionär wurden, der Vorstand bestand aus zehn Personen, der Aufsichtsrat war vier Personen groß. Die Gründer – allesamt Männer – geben einen repräsentativen Querschnitt der sozialen Schichtung der aktiven Vereinsmitglieder (s. Tabelle).
1897 erwarb die junge Gesellschaft die Häuser Frohnhauser Straße 19 und 21. Das größere der beiden, die Nr. 19, war ein Neubau von 1891, der von vornherein als Gaststätte geplant und mit einem großen Saal im hinteren Teil des Gebäudes ausgestattet war, in dem man gelegentlich bereits früher Versammlungen abgehalten hatte. Das Grundstück ging durch den Block und grenzte an den an der Ottilienstraße liegenden Pfarrgarten gegenüber der St. Josef-Kirche.
Bereits vor der Gründung der Gesellschaft waren erfolgreiche Gespräche mit der Rheinischen Girozentrale und Provinzialbank, Düsseldorf (Vorgänger der Westdeutschen Landesbank) geführt worden, die das noch fehlende Vermögen zu einem günstigen Zinssatz zur Verfügung stellte.
Im Gesellschaftervertrag werden Arbeiterhospiz und Vereinshaus ausführlich vorgestellt. Die zentrale Figur des Unternehmens nimmt der sogenannte Wirtschafter – heutzutage wahrscheinlich als Geschäftsführer bezeichnet – ein. Als Hospiz war das Haus so etwas Ähnliches wie ein Hotel. Laut § 2 des Gesellschaftervertrags war der Zweck der Gesellschaft u. a.: „3. Die Beschaffung der Mittel und sämtlicher Bedingungen für die Bewirtschaftung dieser beiden, welche, soweit sie konzessionspflichtig sind, für Rechnung der Gesellschaft, durch einen Wirtschafter erfolgen soll …“
Hier wird ein wesentlicher Fehler im Aufbau des Unternehmens gelegen haben, der zu den frühen finanziellen Schwierigkeiten geführt hat. Außerhalb konzessionspflichtiger Umsätze dürfte der Gesellschafter kaum die Möglichkeit gehabt haben, eigene Umsätze zu machen. Die Kontrollmöglichkeiten des Vorstands über diesen, wie er an anderer Stelle in den Geschäftspapieren auch heißt, Kastellan, waren sehr beschränkt. Schließlich waren alle Vorständler ehrenamtlich tätig und hatten alle ihre eigene Geschäftigkeit. 1901 wurde der Kastellan durch einen selbständigen Pächter ersetzt. 1901 war auch das Jahr, in dem die Gemeinde Frohnhausen, bislang Teil der selbständigen Bürgermeisterei Altendorf, welche mit etwa 66.000 Einwohnern als die größte preußische Landgemeinde galt, zur Stadt Essen eingemeindet wurde.
Die wirtschaftliche Lage der Gesellschaft war in den ersten Jahren (bis etwa 1913) erdrückend und wurde vor allem von der hohen Kreditaufnahme bei Gründung verursacht. Zusätzlich waren ständige polizeiliche Kontrollen Erschwernisse, die zu Behinderungen des Gewerbes führten.
Insgesamt musste die Alfredushaus AG Darlehen in Höhe von 200.000 Mark aufnehmen; eine beträchtliche Summe, die für Zinsen und Rückzahlung erforderlich waren. Die Regelmäßigkeit dieser Zahlungen ließ sehr zu wünschen übrig und trotz wiederholter Mahnungen des geldgebenden Instituts und vielen Versprechen der Schuldnerin änderte sich in der Zeit bis 1913 wenig. Es verwundert die Langmut des Gläubigers. Nur durch die Großzügigkeit der Freunde und Gönner des Alfredushauses konnte eine frühzeitiger Insolvenz verhindert werden.
Einen von mehreren Tiefpunkten erreichte der Verein mit dem Schreiben der Landes-Versicherungsanstalt Rheinprovinz vom 25. April 1905 an Pfarrer Franz Fink, den Präses des Arbeitervereins:

„Von dem Generalpräses der katholischen Gesellenvereine in Cöln wird uns mitgeteilt, daß Euer Hochwürden den sozialen Angelegenheiten, insbesondere auch den Angelegenheiten der katholischen Arbeitervereine ihr besonderes Interesse entgegenbringen. Wir bitten Sie ergebenst, die nachstehende Angelegenheit einer gefälligen Prüfung zu unterziehen: […] Die Kapital- und Zinsraten sind halbjährlich am 30. Juni und 31. Dezember jeden Jahres zu entrichten. In den vergangenen Jahren ist aber selten die Kapital- und Zinsrate termingemäß eingegangen, trotzdem bei Verzug über 1 Monat nach Fälligkeit Kündigung und sofortige Rückzahlung des Kapitals bedungen ist. Wiederholt mußte von der Androhung der Kündigung Gebrauch gemacht werden. Eine persönliche Rücksprache und Besichtigung durch ein Mitglied unseres Vorstandes am 1. September 1902 bewirkte trotz Zusage keine Änderung und führte außerdem zu der unerfreulichen Wahrnehmung, daß das Hospiz vernachlässigt und unsauber war, notwendige Reparaturen nicht ausgeführt wurden, im Hospiz Wirtschaftsbetrieb gewöhnlichster Art stattfand etc.

Auch die am 31. Dezember 1904 fällige Kapital- und Zinsrate von zusammen 4.562,59 Mark ging nicht ein. Die diesseitigen wiederholten Erinnerungsschreiben, in denen die Kapitalkündigung in Aussicht gestellt wurde, blieben sogar unbeantwortet. Eine daraufhin am 24. März 1905 durch ein hiesiges Vorstandsmitglied stattgehabte Besichtigung unter Führung des Vorsitzenden Herrn Nürnberg ergab leider eine außergewöhnliche Vernachlässigung, eine erhöhte Reparaturbedürftigkeit der Gebäude, Wirtschaftsräume, des Inventars, Unsauberkeit etc. Die im Hospize betriebene Wirtschaft (Bier, Likör etc.) und die Schlafstellenvermietung ist für 1000 Mark monatlich an den Hausmeister verpachtet, die Wirtschaftsräume zu ebener Erde gelegen, machten völlig den Eindruck einer gewöhnlichen Wirtschaft mit Stehbierausschank u.s.w. Der Vorsitzende Herr Nürnberg sagte sofortige Einsendung der fällig gewesenen Rate zu; da diese auch am 29. März noch nicht eingegangen war, sahen wir uns zur Kapitalkündigung veranlaßt und beauftragten am 30. März Herrn Rechtsanwalt Hennecke in Essen mit der sofortigen Zwangsvollstreckung. […]“

 Die Rate wurde daraufhin sofort bezahlt und eine Bürgschaft des Vorstands Nürnberg angeboten, jedoch von der Versicherungsgesellschaft als ungenügend angesehen. Stattdessen wurde von deren Seite als Bürge das Eintreten eines leistungsfähigeren Verbandes wie beispielsweise die Kirchengemeinde vorgeschlagen.
Auch die verschiedenen Polizeibehörden, die Ordnungspolizei, die Baupolizei, die Gewerbepolizei und weitere Verwaltungsbehörden, Aufgaben, die seinerzeit alle von der Polizei wahrgenommen wurden, waren dienstlicherseits häufig im Alfredushaus anwesend. So war 1902 nach einer Notiz des Polizeikommissars Darmstädter der Wirtschaftsraum in unzulässiger Weise verändert worden. Durch Aufstellen eines hohen Flaschenschrankes und eines zweiten Schanktisches sowie dem Entfernen von Tischen und Stühlen war ein Großteil des Gastraumes in eine Stehbierhalle (Schnapshalle) verändert worden. Auf die zunächst mündliche Aufforderung, den alten Bauzustand wiederherzustellen, habe der Wirt nicht reagiert. Erst die Androhung einer möglichen Schließung des Lokals binnen 14 Tagen, bewirkte den Kompromiss, den Gastraum wieder zu bestuhlen und die Theke so nah ans Fenster zu stellen, dass ein Straßenverkauf möglich wurde.
Chronisch ziehen sich durch die Wirtschaftsberichte der Anfangsjahre die Unterbelegung des Hospiz und die Klage des Wirtes, nicht mehr Mietzins bezahlen zu können. Auch der große Saal war nach Meinung des Vorstands zu schwach ausgelastet. Daraufhin ausgeführte Umbauarbeiten halfen nur wenig.

### Arbeiter-Hospiz
Einer der zentralen Gründe für den Kauf des Hauses war die Einrichtung eines Arbeiter-Hospiz'. So konnte auf Teile der Arbeiterschaft von Seiten der Kirche Einfluss genommen werden bezüglich der „Gefahren für Religion und Sittlichkeit, insbesondere für den alleinstehenden, unverheirateten, von außen zugezogenen Arbeiter. … All zu oft bieten ihm auch eine mit Glaube und Sittlichkeit zerfallene oder sozialdemokratische Familie Unterkommen. Welche traurigen Zustände sich daraus für die Familie ergeben, kann hier nicht geschildert werden – nur sei verwiesen auf die überraschend große Zahl von Ehescheidungen in einer Stadt, die im Kostgängerwesen ihre Erklärung findet“. Diese tatsächlich zutreffende Zustandsbeschreibung konstatiert die Wohnverhältnisse in Essen-Altstadt (s. Kap. Wohnverhältnisse). Dabei gab es in dieser Sache widersprüchliche Meinungen: „Glaubt man den Schriften bürgerlicher Reformer, handelt es sich um ein einziges Sündenbabel und den Verlust jeglicher Kultur. In der Regel jedoch – soweit es sich um Autobiografien, Berichten und Befragungen entnehmen läßt, scheint diese Art des Zusammenlebens ohne allzu große Probleme möglich gewesen zu sein.“
In dem Anschreiben zum Antrag auf Schankerlaubnis an die Stadt Essen heißt es am 15. Januar 1897 unter anderem: „Die Wichtigkeit eines solchen Unternehmens namentlich in dem Teile der Stadt, welcher vorzugsweise von Arbeitern bewohnt ist, dürfte einleuchtend sein. Es liegt sowohl im moralischen als auch im sozialen Interesse, das Kostgängerwesen mit seinen vielen Gefahren und verderblichen Folgen für das Familienleben möglichst einzuschränken. In dem erwähnten Hause sollen 100 Arbeiter Kost und Logis, eine größere Zahl außer diesen täglich Mittag- und Abendbrot erhalten. Wir möchten insbesondere darauf aufmerksam machen, daß mit diesem Unternehmen der große Saal Frohnhauser Straße 19 aller Verwendung sozialdemokratischer und ähnlicher Agitation für immer entzogen sein wird.“
Etwa ein Jahr nach Eröffnung des Hauses erschien ein ausführlicher Artikel über das Arbeiterheim Alfredushaus, wie es jetzt genannt wurde. Der Berichterstatter kann seine Verwunderung über die Einrichtung nicht verhehlen:

„Das Haus ist zunächst die Heimstätte des christlichen Arbeitervereins zu Essen, der dort seine vierzehntägigen Versammlungen abhält, für welche der große Saal mit seinem prächtigen Deckenlicht nur allzu geeignet ist. Aber nicht dem Arbeitervereine alleine ist der Saal willkommen, sondern allen anderen größeren katholischen Korporationen. Ein großer Saal dient als Eßsaal, und wie wir hörten, sollen dort täglich gegen 200 Arbeiter ein vorzügliches Mittagessen zu billigen Preisen einnehmen. Daneben befindet sich das Geschäftszimmer für die jungen Leute, die im Heim Kost und Logis haben. Daneben befindet sich das Bibliotheks- und Arbeitszimmer für die jungen, unverheirateten Arbeiter. Hier haben sie Gelegenheit, gänzlich verschiedene katholisch Zeitungen zu lesen, welche die Direktion des Volksbüros, welches bekanntlich im Annexbau des Hauses sich befindet, zur kostenlosen Verfügung stellt. Bemerkenswert ist die Einrichtung hier, daß jeder junge Mann ein eigenes verschließbares Fach hat, worin er seine Utensilien aufbewahrt. Große Arbeitstische und ein großer Bibliotheksschrank vervollständigen das Meublement.

Im 2. und 3. Stock befinden sich die Schlafstellen. Wir waren überrascht von der großen Sauberkeit. Eiserne Patentbetten mit gutem Bettzeug, für jeden einen Schrank, Tische und Stühle, besser kann ein Student in der Musenstadt es sich nicht wünschen. Ein separater Raum dient als Wasch- und Toilettenzimmer mit schönen Fayencebecken, Wasserleitung und für jeden eigene Handtuchschränkchen. Das ganze Haus war angenehm durchwärmt von einer gut funktionierenden Dampfheizung.

Bei einer solchen Einrichtung kann es selbstverständlich nicht ausbleiben, daß das Haus reüssiert. Die Leitung untersteht dem Arbeiterpräses Kaplan Boventer, der sichtbar bemüht ist, den jungen Leuten ein angenehmes Haus zu schaffen. Aus dem Geschäftsbericht des letzten Jahres ist zu ersehen, daß die Erwartungen der Herren Aktionäre nicht getäuscht worden sind. Der bei der Gründung des Hauses in Aussicht gestellte Prozentsatz ist nicht nur erreicht, sondern überschritten. Für die weitere Entwicklung des Hauses wäre es gewiss wünschenswert, wenn noch mehr katholische Bürger demselben ihr Interesse zuwenden würden. […] Damit hätte er dann nicht nur die Aussicht, sein Geld gut angelegt zu haben, sondern auch das Bewußtsein, sich in den Dienst einer nützlichen Sache gestellt zu haben.“

Diese optimistische Einschätzung der wirtschaftlichen Lage des Hauses sollte bald widerlegt werden. Die in dem Zeitungsartikel erwähnten Schlafstellen wurden nicht wie erwartet angenommen. Bereits 1905 wurden im 3. Geschoss Büros für die christlichen Gewerkschaften eingerichtet. Die Bedeutung des Hauses als Schlafhaus wird von Anfang an kontinuierlich zurückgegangen sein. Auf dem Foto des Hauses von vor 1910 wird auf das Hospiz nicht einmal hingewiesen. Ob es da noch bestanden hat, lässt die Quellenlage heute nicht mehr abschätzen. Die in den Essener Adressbüchern zu einem Stichtag angegebenen Belegungszahlen lassen nur bedingt Rückschlüsse auf die über das Jahr anwesenden Logisgäste zu. Doch gingen die Belegungszahlen auch hier immer mehr zurück: 1900: 40 Personen, 1901: 19, 1902: 12 und 1903: 6. In den darauffolgenden Jahren sind in den Adressbüchern keine Personen mehr verzeichnet. Spätestens 1912 wird diese Einrichtung nicht mehr bestanden haben.
Der Rückgang war absehbar: Zum einen war die Firma Krupp (s. o.) in Sachen Wohnungsbau sehr aktiv. Für Kost und Logis zahlten der Arbeiter dort 80 Pfennig täglich, im Alfredushaus waren 1,60 Mark pro Tag fällig. Trotzdem arbeitete das Haus nicht kostendeckend, insbesondere hervorgerufen durch Misswirtschaft (s. o.).

### Volksbüro
„Es ist empfehlenswert, an Industriestandorten Einrichtungen zu treffen, welche den Arbeitern zum wirksamen Schutz ihres Rechtes Rat und Auskunft erteilen sollen. Solche Einrichtungen sollen möglichst an vorhandene Vereine angelehnt werden, eventuell auf Grund bestehender Organisationen erfolgen“. Der Katholikentages in Koblenz 1890 befasste sich auch mit Fragen zu den neuen sozialpolitischen Gesetzgebungen. Noch im gleichen Jahr, in dem dieser Bericht über die Ergebnisse einer Veranstaltung erstellt wurde, eröffnete in Essen der Volksbüro-Verein und das erste Volksbüro Deutschlands, dessen Einrichtung vielen nachfolgenden als Vorbild diente. 1897 wechselte der Vereinssitz in das Alfredushaus. Finanziert wurde die Tätigkeit durch Vereinsbeiträge.
In diesem Zeitraum stieg die Anzahl der Auskünfte von 1.528 auf 22.823 und die der Schriftsätze von 367 auf 5.580.
Zu der am 18. Dezember 1899 stattfindenden Generalversammlung schrieb die Essener Volkszeitung: „Das Volksbüro vertritt in erster Linie das Volk in seinen Rechtsansprüchen, die es in wirtschaftlicher Hinsicht an die Gesellschaft stellt; in zweiter Linie nimmt es sich der Ärmsten an, die, außer dem Rahmen rechtlicher Ansprüche stehend, auf die christliche Mildtätigkeit angewiesen sind. Das Volksbüro führt die zahlreichen, nicht leicht verständlichen Bestimmungen ins praktische Leben ein und trägt mächtig zum Ausgleich der sozialen Gegensätze bei. Es ist selbstverständlich, daß nach dieser Seite hin sein Wirken sozialversöhnend erscheinen muß“.
Die vielfältigen Arbeiten, die das Volksbüro für seine Mitglieder tätigte, wird exemplarisch an einem Bericht der Essener Volkszeitung vom Februar 1902 aufzeigen, die den Arbeitern von zustehenden Renten bei Betriebsunfällen zusteht.
Das Büro befand sich im Haus Frohnhauser Straße 21 und bestand aus dem Zimmer des Geschäftsführers, aus der Kanzlei, in dem auch die Registratur untergebracht war und dem Wartezimmer, in dem Zeitungen auslagen. Auf Vorstandsbeschluss durften Mittellose aus dem Essener Stadtgebiet ohne Entgelt die Hilfe des Büros in Anspruch nehmen. Dies entsprach dem Wunsch Papst Leo XIII., der in seiner bekannten Enzyklika u. a. den Ausbau von Wohlfahrtseinrichtungen gefordert hatte. Mit besonderer Genugtuung erfüllte die Essener, dass er dabei die Volksbüros erwähnte.
Mit den Änderungen der Aufteilung im Alfredushaus firmiert das Volksbüro ab 1912 in der Jägerstraße 16, die auch im Gemeindegebiet St. Josef lag, ab 1928 wechselte das Büro dann in die Hindenburgstraße 52, dem Privathaus des damaligen Leiters Blum.

### Katholisches Arbeitersekretariat
Spätestens 1908 zog das am 1. November 1903 gegründete Katholische Arbeitersekretariat ebenfalls in das Alfredushaus, nachdem es zuvor in der Vereinsstraße 19 ansässig gewesen war. Dieses Sekretariat ist als eine Dachorganisation aller katholischer Vereine zu verstehen. Entsprechend vielfältig waren seine Aufgaben. Im Innenverhältnis waren Leistungen mit Sachkompetenz, Schulung und Vertretungsrecht für seine Mitglieder wichtig, nach außen verstand es die Organisation, ihre Einflüsse in die Kommunalpolitik, die Gewerbegerichtsbarkeit, die Verwaltung und andere Einrichtungen geltend zu machen. Sein Leiter wurde Christian Kloft, ab 1919 Mitglied der verfassungsgebenden preußischen Landesversammlung und anschließend (1921–1932) Mitglied des Preußischen Landtages für die Zentrumspartei in drei Legislaturperioden.
Zu dem eben genannten Vertretungsrecht zählte auch das Aushandeln von Tarifverträgen, der als erstes im September 1903 mit den Bauhandwerkern abgeschlossen wurde. Der Essener Oberbürgermeister Erich Zweigert hatte ein großes Eigeninteresse an den Tarifverhandlungen des Sekretariats, waren doch in der Vergangenheit wiederholt städtische Bauten nicht fristgemäß fertig geworden, weil im Baugewerbe Lohnkämpfe ausgebrochen waren. Er schlug den Tarifparteien vor, im November 1904 im Rathaus zu einer Versammlung unter seiner Leitung zusammenzukommen, um eine für beide Seiten gangbare Lösung zu finden. Das Gremium war neben einigen städtischen Beamten mit je zwei Vertretern der Arbeitnehmer und der Arbeitgeber besetzt. Außerdem waren je ein Vertreter der Christlichen Gewerkschaften (vertreten durch Christian Kloft) und des Gewerkschaftskartells am Verhandlungstisch. Diese Besetzung macht deutlich, welche Stellung das Katholische Arbeitersekretariat bereits kurz nach seiner Gründung hatte.
Bei einer neuerlichen Tarifauseinandersetzung des Maurergewerbes durch Vertragsbruch der Arbeitgeber im Sommer 1905 beantragte Zweigert im liberal dominierten Stadtrat die Bereitstellung von 20.000 Mark für die Unterstützung in Not geratener Bauarbeiter. Gegen den Widerstand erreichten die Stadtverordneten Johannes Bell und Kloft die Überweisung des Antrags an die soziale Kommission, die dann unter der Leitung von dem Beigeordneten Otto Wiedfeldt stattfand. Am 31. August desselben Jahres war der Antrag beschieden und der Arbeitsfrieden wiederhergestellt. Ausgelöst durch diesen Konflikt wurde noch 1905 das Einigungsamt mit Sitz in Essen gegründet, das sich aus je fünf Mitgliedern der beiden Tarifparteien sowie den unparteiischen Beisitzern Otto Knaudt, Hüttendirektor bei Krupp, und Christian Kloft zusammensetzte. Sein Geltungsbereich umfasste 36 Städte und Ortschaften im Industriebezirk.

### Christliche Gewerkschaften
Die Grundlage für die Gründung christlicher Gewerkschaften außerhalb des Bergbaus wurden Pfingsten 1899 in Mainz gelegt. Auf dem dort tagenden Kongress setzten sich die Befürworter politisch neutraler, interkonfessioneller Gewerkschaften durch, deren Aufgabe es sein sollte, die wirtschaftliche Interessenvertretung der Arbeitnehmer darzustellen. Die erste Gewerkschaft konnte für die Bau- und Holzarbeiter bereits im Dezember 1899 gegründet werden, die für die Metallarbeiter folgte im Mai 1900. Die erste Ortsgruppe konstituierte sich in Essen-Altendorf, 1901 in Essen-Stadt und in Bergeborbeck. Grund für die zeitliche Verzögerung gegenüber den Bau- und Holzarbeitern war das bei den Metallarbeitern vorhandene „patriarchalische System, welches, verbunden mit den Wohlfahrtseinrichtungen, seit vielen Jahren in Essen vorherrschte. Dazu kam die durch frühere Vorgänge veranlasste Furcht vor Schädigung im Arbeitsverhältnis“
Im Alfredushaus waren neben dem oben beschriebenen Gewerkschaftssekretariat auch folgende Gewerkschaften ansässig:
- Christlich-Sozialer Metallarbeiterverband Deutschlands, Zahlstelle Essen (ab 1910: Christlicher Metallarbeiterverband Deutschlands), Geschäftsführer: Heinrich Hirtsiefer
- Centralverband christlicher Bauhandwerker, Zahlstelle Essen, mit den Sektionen
  - Sektion der kruppschen Maurer
  - Sektion der Bauhilfsarbeiter
  - Sektion der Dachdecker,
  - Sektion der Putzer
  - Sektion der Steinarbeiter
  - Sektion der Zimmerer

Nur die beiden Sektionen der Stuckateure und Fliesenleger hatten andere Büros und Versammlungslokale.
- Gewerkverein der Heimarbeiterinnen, Ortsverein Essen
- Zentralverband christlicher Holzarbeiter

Ab 1918 wurde das Gewerkschaftssekretariat in Gewerkschaftskartell der Christlichen Gewerkschaften für Essen und Umgegend umbenannt. Erster Sekretär war seit 1912 Heinrich Strunk und nannte sich nun Kartellsekretär, Vorsitzender war bis 1919 Christian Kloft.
Ab 1919 ist der Sitz des Kartells am Limbecker Platz 26. Der Bezirksverband der Nahrungs- und Genussmittel-Industriearbeiter und der Gewerkverein deutscher Ziegler waren noch bis 1928 im Alfredushaus. Die Gründe für den Auszug sind nicht bekannt, wurden doch die Versammlungen weiterhin bis zum „bitteren Ende“ 1933 in der Frohnhauser Straße 19 abgehalten.

### Das Alfredushaus als Wirtschaftsfaktor

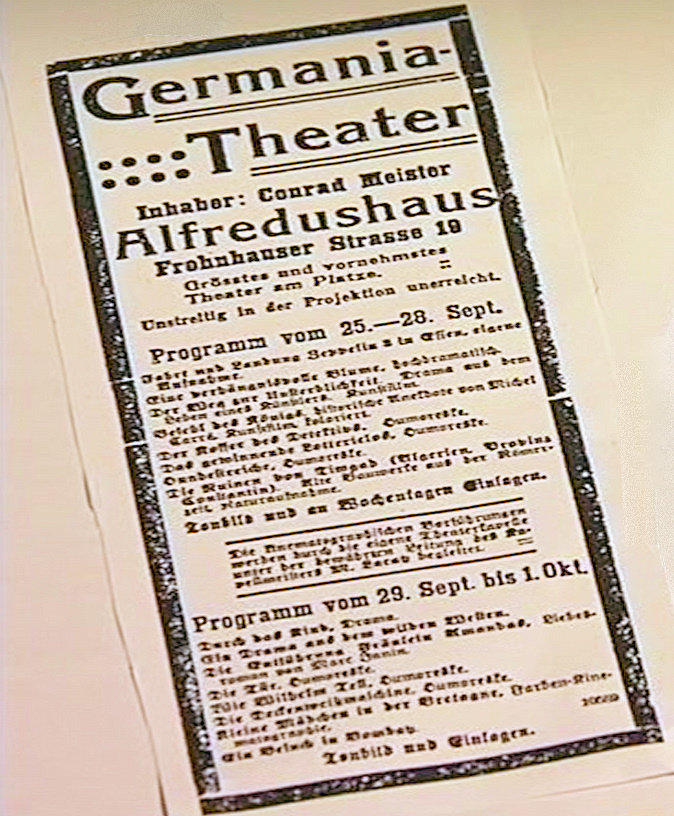
Zeitungsanzeige des Germania-Theaters

Ab 1909 eröffnete der Wirt, Conrad Meister, im großen Saal ein Kino, das er Germania-Theater nannte. Die Genehmigung erfolgte am 2. April 1909 und war auf 488 Sitzplätze festgelegt. Zu einer Zeit, da elektrische Beleuchtung noch am Anfang stand, wurde von Meister zusätzlich der Betrieb einer „Anlage zur Stromversorgung“ beantragt, um von der öffentlichen Versorgung unabhängig zu sein. In diesem Kino wurde am 5. April 1923, also während des Ruhrkampfes, Kommunisten die Kinokasse stahlen. Personen kamen dabei nicht zu Schaden. Das Germania-Theater schloss im Frühjahr 1932 und wurde nach umfangreichem Umbau am 27. August des gleichen Jahres als City von der City-Theater GmbH wiedereröffnet.
Im Nachbarhaus Nr. 21 war seit Januar 1896, also bereits vor Gründung der Alfredushaus AG, eine von vier Essener Filialen des in Viersen ansässigen Kaiser’s Kaffeegeschäft ansässig. Im Juli 1910 verlegte das Geschäft seinen Sitz zur Hausnummer 23. Nach dieser langen Mietdauer folgte eine Zeit des häufigen Wechsels: Zunächst ist in den Essener Adressbüchern als Mieter der Frisör Lüttkemeyer eingetragen, auf den ab 1916 eine Gummisohlen-Filiale folgte. Anschließend betrieb bis 1928 der selbständige Kaufmann Wittemeier dort seine Geschäfte, bevor Conrad Meister dort bis 1932 ein Spirituosengeschäft innehatte. Mit dem Eigentümerwechsel des Kinos im Großen Saal des Hauses Nr. 19 wurde der Eingang nach Hausnummer 21 verlegt, weil die Gewerbeaufsicht aus feuerpolizeilichen Gründen den alten Eingang zwischen Nr. 17 und Nr. 19 für zu eng befand.
Die letzte Generalversammlung fand am 23. Juli 1935 statt. Darin wurde die „Umwandlung der Aktiengesellschaft durch Übertragung des Vermögens auf den Hauptgesellschafter […] und Genehmigung Umwandlungsbilanz“ beschlossen: „Nach vorangegangener Erörterung und Beschlussfassung ging das Vermögen der Aktiengesellschaft Alfredushaus einschließlich der Schulden unter Liquidation auf den Hauptgesellschafter Restaurateur Conrad Meister in Essen über.“ Erleichtert hat die Auflösung der Gesellschaft auch das neue Handelsgesetzbuch, nachdem die Aktiengesellschaften als zu klein und anonym galten und nicht mehr angestrebt wurden: „Um in geeigneten Fällen die Abkehr von anonymen Kapitalformen zur Eigenverantwortung des Unternehmers zu erleichtern, hat die Reichsregierung das folgende Gesetz beschlossen […]“ Dieses Umwandlungsgesetz ist nicht mit dem heute gültigen Umwandlungsgesetz zu verwechseln.
Das Haus und die Nachbarhäuser hatten die Zerstörungen des Zweiten Weltkriegs rund um das Krupp’sche Werksgelände nicht überdauert. Heute befindet sich dort ein modernes Verwaltungsgebäude.